# Copa de Tonga
La Copa de Tonga es el torneo de copa de fútbol a nivel de clubes más importante de Tonga y es organizado por la Asociación de Fútbol de Tonga.

## Palmarés
| - 1981: Ngele'ia FC - 1982: Ngele'ia FC - 1983: Ngele'ia FC - 1984: Veitongo FC - 1985: Ngele'ia FC - 1986: Ngele'ia FC - 1987: Ngele'ia FC - 1988: Ngele'ia FC - 1989-1993: No disputada - 1994: Navutoka FC - 1995-1997: No disputada | - 1998: Veitongo FC - 1999-2001: No disputada - 2002: Ngele'ia FC - 2003: Ngele'ia FC - 2004-2008: No disputada - 2009: Desconocido - 2010: Desconocido - 2011: Marist Prems FC - 2012-2019: No disputada - 2020: Veitongo FC |

## Títulos por club
| Club            | Títulos | Años campeón                                         |
| --------------- | ------- | ---------------------------------------------------- |
| Ngele'ia FC     | 9       | 1981, 1982, 1983, 1985, 1986, 1987, 1988, 2002, 2003 |
| Veitongo FC     | 3       | 1984, 1998, 2020                                     |
| Navutoka FC     | 1       | 1994                                                 |
| Marist Prems FC | 1       | 2011                                                 |